# Nordeste
Nordeste ([ˌnɔɾˈðɛʃt(ɨ)] ) ist ein portugiesischer Ort (Freguesia) auf der Azoreninsel São Miguel, aber auch der gleichnamige Kreis (Município) im Nordosten der Insel.
Die folgenden neun Gemeinden gehören zum Kreis Nordeste:
| Gemeinde                     | Einwohner (2021) | Fläche km² | Dichte Einw./km² | LAU- Code |
| ---------------------------- | ---------------- | ---------- | ---------------- | --------- |
| Achada                       | 387              | 11,89      | 33               | 420201    |
| Achadinha                    | 463              | 12,41      | 37               | 420202    |
| Algarvia                     | 240              | 5,40       | 44               | 420208    |
| Lomba da Fazenda             | 749              | 14,77      | 51               | 420203    |
| Nordeste                     | 1.160            | 23,13      | 50               | 420204    |
| Salga                        | 484              | 7,71       | 63               | 420206    |
| Santana                      | 380              | 6,12       | 62               | 420207    |
| Santo António de Nordestinho | 260              | 7,94       | 33               | 420209    |
| São Pedro de Nordestinho     | 245              | 12,09      | 20               | 420210    |
| Kreis Nordeste               | 4.368            | 101,46     | 43               | 4202      |

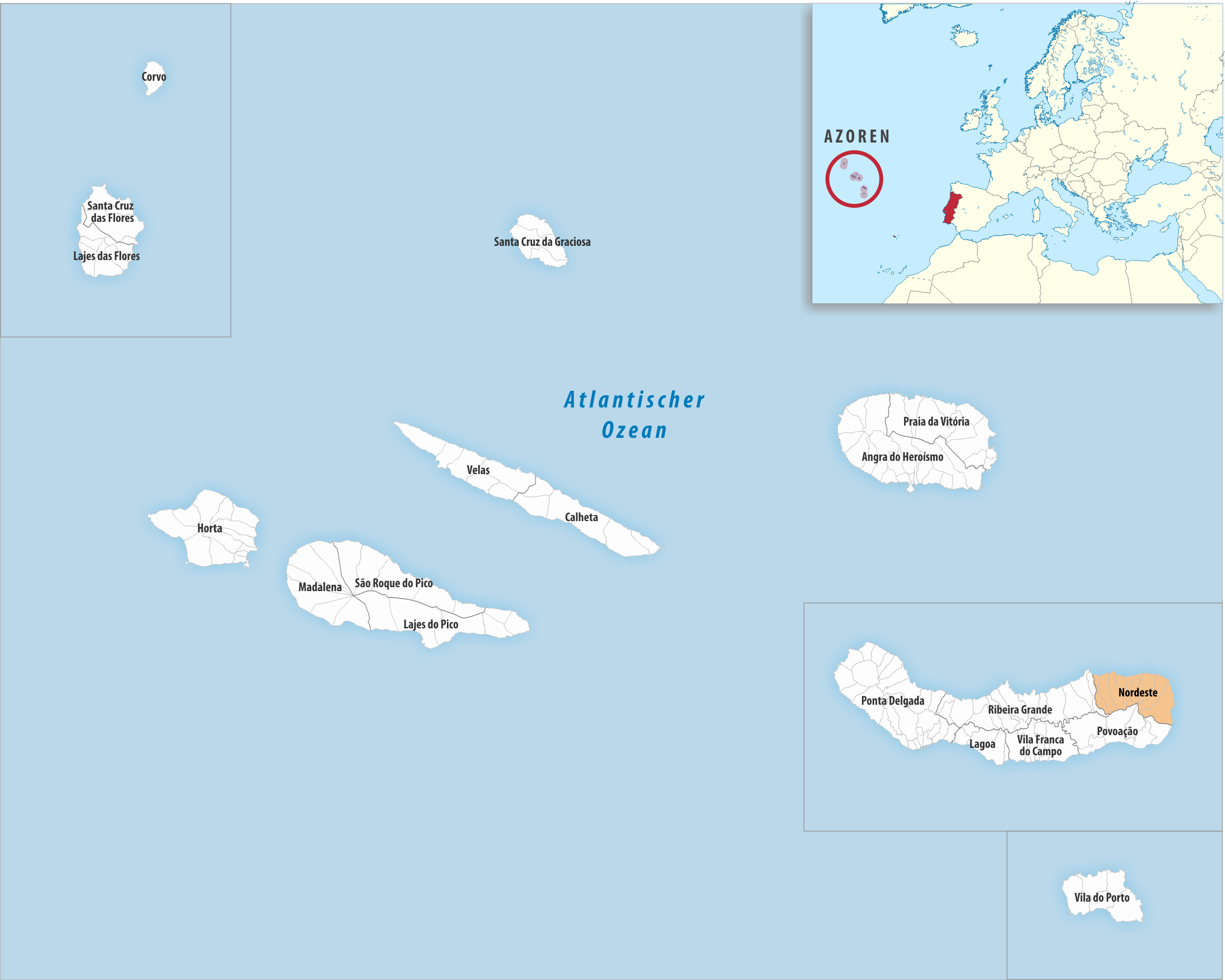
Kreis Nordeste

In Nordeste gibt es eine Primarschule, eine Realschule, ein Gymnasium und eine Kirche.
|                | Atlantischer Ozean                          |                    |
| Ribeira Grande | Kompassrose, die auf Nachbargemeinden zeigt | Atlantischer Ozean |
|                | Povoação                                    |                    |

## Gemeindeteile
| Gemeindeteil      | Geografische Lage     | Höhe               |
| ----------------- | --------------------- | ------------------ |
| Lomba do Moio     | 37° 48′ N, 025° 08′ W | Atlantischer Ozean |
| Lomba da Pedreira | 37° 48′ N, 025° 09′ W | 15 m               |